# Intuicionizam
Intuicionizam također intuitivizam je svaka filozofska teorija koja za polazište spoznaje uzima intuiciju. Henri Bergson, jedan od glavnih predstavnika suvremene intuicionističke filozofije, suprotstavlja intuitivnu spoznaju racionalnoj, držeći da se u intuiciji očituju i nagonske snage duha, a ne samo njegova "inteligencija". 
Filozofski pokret intuicionizma javlja se potkraj 19. stoljeća, kao reakcija na prevlast prirodoznanstvenog, mehaničkog materijalizma, i racionalne spoznaje uopće. Bergsonova je inuticija u biti neznanstveno i iracionalisitčki usmjerena i poprima u svojoj posljednjoj posljedici mističan karakter. Slične teze u Njemačkoj zastupa E. H. Schmitt, za kojega je intuicija put do spoznaje duha u sebi samome. Svojevrsni intuicionizam zastupa u estetici Benedetto Croce, koji poistovjećuje intuiciju s ekspresijom, a ovu s umjetničkim stvaralaštvom uopće.
U logici i matematici to je nazor po kojemu su primarne matematičke konstrukcije, a logičke su zakonitosti sekundarne, tako da je i sama logika grana matematike. Inzistirajući na konstruktibilnosti u matematičkom rasuđivanju (egzistencija matematičkog objekta ekvivalentna je metodi njegove konstrukcije) intuicionisti opovrgavaju legitimnost nekih postupaka klasične matematike i logike (npr, načela isključenja trećeg). Glavni predstavnici su Luitzen Egbertus Jan Brouwer, Arend Heyting, Leopold Kronecker.